# Фридрих III фон Долендорф
Фридрих III фон Долендорф (на немски: Friedrich III von Dollendorf; † 1364) е благородник, господар на Долендорф, днес част от Бланкенхайм в Северен Рейн-Вестфалия.
Той е син на Герлах III/IV фон Долендорф († 1334) и втората му съпруга Хедвиг фон Керпен († сл. 1338), дъщеря на рицар Теодерих III/Дитрих фон Керпен († сл. 1310) и Маргарета фон Моестроф († сл. 1303), наследничка на Моестроф, дъщеря на Йохан фон Моестроф.

## Фамилия
Фридрих III фон Долендорф се жени пр. 7 септември 1338 г. за Кунигунда фон Зайн († сл. 1384), дъщеря на граф Готфрид II фон Зайн-Хомбург-Фалендар († 1354) и София фон Фолмещайн († 1323), дъщеря на Дитрих I фон Фолмещайн-Бракел († 1313) и Кунигунда фон Дортмунд († сл. 1304). Те имат три сина и една дъщеря:
- Йохан фон Долендорф († сл. 1382)
- Фридрих фон Долендорф (* пр. 1372; † сл. 1395)
- Райнхолд фон Долендорф
- Елза фон Долендорф, „Mistress of Meer“